# (33811) Scottobin
(33811) Scottobin est un astéroïde de la ceinture principale.

## Description
(33811) Scottobin est un astéroïde de la ceinture principale. Il fut découvert le 8 décembre 1999 à Socorro (Nouveau-Mexique) par le projet LINEAR. Il présente une orbite caractérisée par un demi-grand axe de 2,21 UA, une excentricité de 0,19 et une inclinaison de 8,3° par rapport à l'écliptique.